# Jean Gaudemet
Pour les articles homonymes, voir Gaudemet.
Jean Gaudemet, né le 10 septembre 1908 à Dijon et mort le 17 mai 2001 à Paris 14e, est un historien du droit et universitaire français.

## Biographie
Docteur en 1934 et agrégé de droit en 1935, il fut professeur de droit à l'université de Grenoble en 1935, puis à l'Institut de droit canonique de l'université de Strasbourg, de 1937 à 1964, et à l'université de Paris II (Panthéon-Assas), de 1950 à 1978. En 1965, il fut élu directeur d'études à l'École pratique des hautes études (Ve section-sciences religieuses), succédant à Gabriel Le Bras.
Fondateur et directeur du Centre des droits de l'Antiquité (1960-1978), il a également assuré la direction de l'Institut du droit romain à l'Université Paris II (1974-1978). Il fut également consulteur de la Commission pontificale de Réforme du Code de droit canonique de 1969 à 1980, membre du Comité pontifical des Sciences historiques et conseiller du ministère français des Affaires étrangères pour les Affaires religieuses de 1970 à 1982, succédant à nouveau à Gabriel Le Bras.
Membre de plusieurs sociétés savantes et organismes scientifiques, il fut président de la Société Jean Bodin, de l'Association des historiens des facultés de droit et de l'Association internationale du droit et des institutions, et vice-président de la Société d'histoire religieuse de France. Il a été fait docteur honoris causa de nombreuses universités européennes (dont Cracovie en 1964).
Professeur émérite des universités, il est membre de l'Académie des sciences morales et politiques, de l'Académia Constantiniana,et membre étranger à l'Académie polonaise des sciences, à l'Académie des sciences de Turin et à l'Institut Lombard des Sciences et des Lettres. Membre associé à l'Académie des Lyncéens et à l'Académie royale des sciences, des lettres et des beaux-arts de Belgique, il est également membre correspondant à l'Académie d'Athènes, à l'Académie de Göttingen, à l'Akademie der wissenschaften philosophisch-historischen Klasse et à l'Académie des sciences morales et politiques de Naples.
Spécialiste de droit romain et de droit canonique, il contribua en particulier au renouvellement de l'histoire du mariage et du droit matrimonial en Occident.

## Une famille d'universitaires et de juristes
Petit-fils d'un professeur de droit, fils d'Eugène Gaudemet, professeur de droit à l'Université de Strasbourg, frère de Paul Marie Gaudemet (1914-1998), professeur de droit à l'Université Paris II, et gendre de Jean Percerou, professeur de droit à la Sorbonne, Jean Gaudemet est le père d'Yves Gaudemet professeur de droit public à l'université Paris II et d'Hélène Tallon, professeur de droit privé à l'université Paris II, de Marie-Odile Greffe, maître de conférences en histoire ancienne à l'université Nancy II et de Brigitte Basdevant-Gaudemet, professeur d'histoire du droit à l'université Paris-Sud, et le grand-père d'Alain Tallon, professeur d'histoire moderne à l'université Paris IV, de Sophie Gaudemet, professeur de droit privé à l'université Paris II, d'Antoine Gaudemet, professeur de droit privé à l'université Paris II, et de Mathieu Gaudemet, avocat au barreau de Paris.

## Docteurhonoris causa
Jean Gaudemet est docteur honoris causa de nombreuses universités, parmi lesquelles :
- Université Jagellonne de Cracovie (1964)
- Université Louis-et-Maximilien de Munich (1972)
- Université de Salzbourg (1972)
- Université fédérale de Rio de Janeiro (1975)
- La Sapienza (1992)
- Université complutense de Madrid (1995)
- Université nationale et capodistrienne d'Athènes (1998)
- Université de Milan (1999)
- Université pontificale du Latran (2000)

## Distinctions
- Prix Koenigswarter de l'Académie des sciences morales et politiques (1969)
- Médaille d'or du mérite culturel du gouvernement italien (1976)
- Prix Gallet (1999)

## Décorations

### Décorations françaises
- Commandeur de la Légion d'honneur
- Officier de l'ordre des Palmes académiques (Officier de l'Instruction publique en 1955, au titre de « professeur à la faculté de droit de Paris »).
- Croix de guerre 1939–1945

### Décorations étrangères
- Commandeur de l'ordre du Mérite de la République fédérale d'Allemagne
- Croix Pour le Mérite, version civile (Allemagne)
- Commandeur de l'ordre du Mérite de la République italienne
- Chevalier d'honneur de l'ordre souverain de Malte

## Publications

### Ouvrages
De nombreux articles dans la Revue de droit canonique, publiée par l'université de Strasbourg, à laquelle il collabora dès sa fondation en 1951.
- Étude sur le régime juridique de l'indivision en droit romain, Paris, Sirey, 1934.
- La collation par le roi de France des bénéfices vacants en régale, des origines à la fin du XIVe siècle, Paris, Leroux, BEHE, 1935[10].
- Histoire du droit et des institutions de l'Église en Occident (avec Gabriel Le Bras) [sous la dir. de], Paris, Sirey, 18 vol.
- La formation du droit séculier et du droit de l’Église aux IVe et Ve siècles, Paris, Sirey, 1957[11].
- L'Église dans l'Empire romain (IVe – Ve siècles), Paris, Sirey, 1958[12].
- Les communautés familiales, Paris, Éd. M. Rivière, 1963.
- Le bréviaire d'Alaric et les Epitome, Paris, Mediolani, 1965.
- Les institutions de l’Antiquité, Paris, Sirey, 1967[13].
- Le droit privé romain, textes choisis et présentés par Jean Gaudemet, Paris, Librairie A. Colin, 1974.
- Conciles gaulois du IVe siècle (avec Charles Munier), Paris, Cerf, 1977.
- Le gouvernement de l'Église à l'époque classique. Le gouvernement local, Paris, Éditions Cujas, 1979.
- Les Élections dans l'Église latine des origines au XVIe siècle, Paris, éd. F. Lanore, 1979.
- Les Sources du droit de l'Église en Occident du IIe au VIIe siècle, Paris, Cerf, 1985.
- Administration et Église, du Concordat à la séparation de l’Église et de l’État [sous la dir. de], Genève, Droz, 1987.
- Le mariage en Occident. Les mœurs et le droit, Paris, Cerf, 1987[14].
- Le droit canonique, Paris, Cerf, 1989.
- Les canons des conciles mérovingiens (VIe – VIIe siècles) (avec Brigitte Basdevant-Gaudemet), Paris, Sources chrétiennes, 1989, 2 vol.
- Les sources du droit canonique (VIIIe – XXe siècle), Paris, Cerf, coll. « Droit canonique », Paris, 1993[15].
- Église et cité. Histoire du droit canonique, Paris, Cerf, 1994.
- Les naissances du droit. Le temps, le pouvoir et la science du droit, Paris, Montchrestien, 1997[16].
- Droit de l’Église et société civile (18e-20e siècles), Strasbourg, RDC hors-série, 1998.
- Introduction historique au droit : XIIIe – XXe siècles (en collaboration avec B. Basdevant-Gaudemet), Paris, LGDJ, 2000
- Introduction historique au droit (avec Brigitte Basdevant), Paris, LGDJ, 2000.
- Sociologie historique du droit, Paris, PUF, coll. Doctrine juridique, 2000.
- (it) Legislazione imperiale e religione nel IV secolo, Rome, Istituto patristico Augustinianum, 2000.
- Les naissances du droit : le temps, le pouvoir et la science au service du droit, Paris, LGDJ, 2016.

### Recueils d'articles
- Éloge funèbre de Gabriel Le Bras (1891-1970) dans :  École pratique des hautes études section des sciences religieuses, annuaire 1970-1971, tome 78, p. 67-81.
- Études de droit romain, Naples, Jovene, Pubblicazioni della Facoltà di Giurisprudenza dell’Università di Camerino, 1979, 3 vol. (articles de 1938 à 1978).
- Sociétés et mariage, Strasbourg, CERDIC, 1980 (articles sur l'histoire du mariage)[17].
- Les gouvernants à Rome : essais de droit public romain, Naples, Jovene, 1985.
- Droit et société aux derniers siècles de l’Empire romain, Naples, Jovene, 1992.
- Formation du droit canonique et gouvernement de l’Église de l’Antiquité à l’âge classique, Strasbourg, Presses universitaires de Strasbourg, 2007